# Lippenkonturenstift

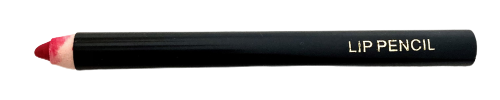
Lippenkonturenstift

Ein Lippenkonturenstift oder engl. Lipliner bzw. Lip Pencil ist ein dünner Stift zum Nachziehen der äußeren Lippenränder.

## Eigenschaften
Mit Lippenkonturenstiften ist es möglich kleine Unregelmäßigkeiten zu kaschieren. Darüber hinaus verhindern sie das Verlaufen des Lippenstiftes und verleihen dem Mund eine deutliche Kontur. Aufgrund des geringeren Fettanteils und erhöhten Pigmentanteils im Vergleich zu Lippenstiften, halten Lippenkonturenstifte wesentlich länger auf den Lippen.

## Anwendung
Das Auftragen erfolgt von der Mitte der Lippe nach außen.

## Inhaltsstoffe
Lippenkonturenstifte können u. a. folgende Inhaltsstoffe enthalten: Hydrierte Talgglyceride, hydriertes Ricinusöl, Isopropyllanolat, Octyldodecanol, Talkum, Titandioxid, Farbpigmente, u. v. m.